# Carlo Albacini
Carlo Albacini (Fabriano, 1734 – Roma, 1813) è stato uno scultore e restauratore italiano.

## Biografia
Allievo di Bartolomeo Cavaceppi, Albacini si distinse per le sue copie di sculture classiche come l'Ercole Farnese, Castore e Polluce (oggi conservata all'Ermitage), e la statua di Flora di Villa Adriana. Le sue copie ebbero successo come "souvenir" per i giovani che effettuavano il Grand Tour. Come restauratore, Cavaceppi si fece notare per i suoi restauri dei marmi della collezione farnese, a cui lavorò dal 1786 al 1789 in vista del loro trasferimento a Napoli sotto la direzione di Jakob Philipp Hackert. I suoi restauri e le sue copie tendevano ad essere abbastanza liberi, soprattutto per gli standard moderni, e Albacini era solito apportare modifiche per riadattare le opere al gusto moderno. Della Venere Callipigia, ad esempio, sono di Albacini il braccio, il seno destro nudo, il braccio sinistro e la gamba sinistra sotto il ginocchio.
Albacini collaborò a lungo con l'antiquario britannico Thomas Jenkins in veste di restauratore e alcuni dei restauri da lui effettuari per Charles Townley sono conservati oggi al British Museum. Townley fece conoscere Albacini a Henry Blundell, un collezionista con una vasta collezioni di sculture romane esposte nella sua tenuta nel Lancashire. Nel 1776 Blundell, che condivideva con Albacini l'idea che una bella copia moderna fosse migliore di un'opera antica ma mediocre, commissionò ad Albacini una testa monumantale in marmo dell'imperatore Lucio Vero. Quando il giovane Antonio Canova visitò il laboratorio di Cavaceppi e Albacini nel 1779 vide la scultura di Lucio Vero ancora in lavorazione e fu informato da un garzone che Albacini ci stava lavorando da quattordici mesi e non contava di finirlo prima di altri cinque.
Inoltre, Albacini catalogò e restaurò l'enorme collezioni di sculture antiche lasciata da Cavaceppi, oltre a collezionare lui stesso una vasta raccolta di gessi di busti romani e greci, oggi esposti ai Musei capitolini, ai Musei Vaticani, al Prado e alla National Gallery of Scotland. Come architetto, Albacini realizzò due caminetti in marmo bianco e colorato per la Galleria del casino di caccia di Ferdinando I delle Due Sicilie, la Reale tenuta di Carditello. Per la corte di Napoli realizzò insieme al figlio Filippo, anch'esso scultore, un dessert molto decorato e, nel corso della sua carriera, gli fu commissionata dalla zarina Caterina II una statua a figure intera, che Albacini realizzò in Italia e spedì in Russia. Soddisfatta del lavoro, l'imperatrice gli commissionò anche il monumento sepolcrale di Anton Raphael Mengs, nella chiesa dei Santi Michele e Magno. Professore dell'Accademia di san Luca, Albacini ebbe un'importante influenza in Russia, dato che gli scultori Michail Kozlovskij e Ivan Petrovič Martos appresero da lui l'arte di tagliare il marmo, una tecnica ignota in Russia.